# Jacht in Zimbabwe
Jacht in Zimbabwe is een spionageroman van auteur Gérard de Villiers en het 43e deel uit de S.A.S.-reeks met als protagonist de Oostenrijkse prins en freelance CIA-agent Malko Linge.

De ligging van Zuid-Rhodesië (het huidige Zimbabwe) in Afrika.

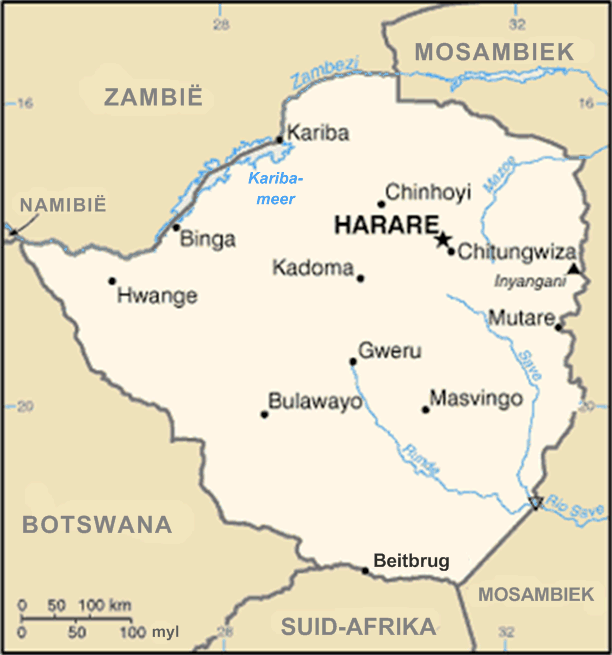
Een overzichtskaart van Zimbabwe.

## Het verhaal
Huursoldaat Bob Lénard is pas aangekomen in het onrustige Rhodesië, waar de blanke minderheid vecht voor het voortbestaan van de door blanken geregeerde staat. Lénard heeft een briljant militairplan ontwikkeld waardoor de blanke minderheid aan de macht kan blijven.
Ed Skeetie, de contactpersoon voor de CIA in Rhodesië krijgt lucht van Lénards plan, dat de codenaam "Operatie East Gate"
heeft, en informeert het hoofdkantoor van de CIA in Langley.
Deze stuurt Malko naar het in een burgeroorlog verwikkelde land en krijgt daar te horen dat Skeetie is vermoord.
Onder de hete Afrikaanse zon gaat Malko op zoek naar de betekenis van "Operatie East Gate".

## Personages
- Malko Linge, een Oostenrijkse prins en CIA-agent;
- Ed Skeetie, een stringer voor de CIA in Rhodesië;
- Bob Lénard, een huursoldaat;
- Daphne Price;
- Valerie Harris.

## Titel
Het verhaal speelt zich af in Rhodesië, dat later uiteen zou vallen in Zambia (het voormalige Noord-Rhodesië) en Zimbabwe (het voormalige Zuid-Rhodesië). De uitgever had er derhalve beter aangedaan de titel Jacht in Rhodesië te gebruiken.